# ماتئوس پرانا
ماتئوس پرانا (به پرتغالی: Edson Edmar Dias de Souza) مهاجم اهل برزیل است که در شهر Arapongas و در تاریخ ۲۱ مهٔ ۱۹۸۷ به دنیا آمده‌است.
ماتئوس پرانا در تیم‌های فوتبال Iraty سابقهٔ حضور دارد.